# هربرت هاربر
هربرت هاربر (1 فبراير 1889 - 6 أغسطس 1983 في المملكة المتحدة) (بالإنجليزية: Herbert Harper)‏ هو لاعب كريكت بريطاني وبريطاني (وحمل سابقاً جنسية المملكة المتحدة لبريطانيا العظمى وأيرلندا).

## وصلات خارجية
- هربرت هاربر على موقع إي آس بي آن كريك إنفو (الإنجليزية)